# WNL op Zaterdag
WNL op Zaterdag is een Nederlands radioprogramma van WNL, uitgezonden op Radio 1 van 16.00 tot 18.00 uur en gepresenteerd door Margreet Spijker. 
De eerste uitzending was op zaterdag 4 januari 2014 met Kristel van Eijk. In het programma spreekt Spijker over het nieuws van de dag, economie, ondernemen, politiek, geld en sport, media en cultuur. De laatste tien minuten van het programma neemt journalist Mark Koster met Spijker het nieuws uit de zaterdagkranten en de sociale media door.